# Сірий список
Сірий список (англ. Greylisting) — метод відфільтровування спаму з електронної пошти.  Надає змогу заблокувати отримання листів які були відправлені за допомогою програмного забезпечення достатньо низької якості.
При використанні сірого списку поштовий сервер не приймає лист від невідомого відправника повідомляючи йому про виникнення "тимчасової помилки". У випадку коли відправник використовує поштовий сервер належного рівня якості - його лист автоматично зберігається і відкладається для здійснення додаткової спроби надсилання. Після реалізації відповідної повторної спроби - поштовий сервер отримувача розпізнає відправника як RFC-сумісного і приймає лист. "Спамерське" програмне забезпечення, зазвичай, нехтує даним сценарієм використання електронної пошти.

## Технологія процесу
Значна частина електронної пошти пересилається використовуючи протокол SMTP. В даному протоколі передбачена ситуація, коли сервер-отримувач, через певні обставини, наразі не може прийняти лист, але ймовірно зможе прийняти пізніше. В такому випадку передбачено інформування про тимчасову помилку.
Сервер-отримувач, що послуговується методою сірого списку відхиляє будь-який лист вперше отриманий від даного серверу-відправника, і передає повідомлення про тимчасовий збій, а також фіксує IP-адресу сервера-відправника, адресу електронної скриньки відправника, та адресу кінцевого отримувача. Звичайний сервер-відправник отримавши інформацію про тимчасову помилку і не прийняття листу, відкладає його, а за деякий час робить повторну спробу його надіслати. Шкідливе програмне забезпечення, зазвичай роблячи значні розсилки зі значною кількістю неіснуючих адрес, не робить повторної спроби передати лист на ту ж саму електрону адресу, звідки вже отримано відмову.
Лист переданий повторно з тими ж самими параметрами вже приймається сервером-отримувачем, і надалі всі листи передані від даного сервера-відправника вже приймаються з першої передачі.

## Переваги та недоліки
Переваги:

  Налаштування сірих списків не потребує значної праці адміністратора сервера-отримувача.

  Користувач не повинен нічого налаштовувати чи "навчати" систему.

  Не потребує значних серверних ресурсів

  Низька імовірність помилкового відфільтровування корисної кореспонденції.

Недоліки:

  Головний ґандж — лист між серверами, які рідко обмінюються повідомленнями, буде доставлений із затримкою від 15 до 240 хв.

        (Оскільки специфікація протоколів електронної пошти ґарантує доставку пошти, але не обов’язково миттєво, тому така затримка є допустимою.)

  Через періодичне очищення списку серверів-відправників, лист з будь-якого серверу має ризик виявитися першим отриманим і тому затриматися на тривалий час.

  SMTP-клієнти, що використовують старі специфікації (напр. RFC 821), отримавши відповідь "спробуйте" пізніше можуть не здійснити повторної спроби і лист не буде доставлено взагалі.

  Значні ресурси можуть робити відправлення з-під різних IP-адрес, а тому навіть один і той же лист може кілька разів відкидатися.

  Більш розроблені спамерські програми теж можуть здійснювати повторну відправку повідомлень.

Комбінація сірого з білим та чорним списками дає непогані результати, а також вдається усунути деякі ґанджі кожного з них.